# Máximo González
Máximo González (Tandil, Argentina; 20 de julio de 1983), también conocido como Machi González, es un tenista profesional argentino que actualmente juega exclusivamente en dobles. Su mejor ranking en dobles fue el puesto 10°, el 11 de septiembre de 2023, y en singles 58°, el 6 de julio de 2009. Actualmente es un jugador habitual en el top 25 del ranking ATP de dobles.
Participó en los Juegos Olímpicos de Río de Janeiro de 2016 en dobles junto a Juan Martín del Potro. En septiembre de 2017 debutó en Copa Davis en el repechaje frente a Kazajistán, siendo pareja de Andrés Molteni donde cayeron en 4 sets.
A lo largo de su carrera le ha ganado a los siguientes tenistas top 100: Tomas Behrend, Boris Pašanski (en 2005), Jiří Vaněk (en 2006), Ivo Karlović (20°), Daniel Gimeno Traver, Guillermo Cañas (en 2008), Carlos Moyá, Brian Dabul, Guillermo García López, Viktor Troicki, Simone Bolelli, Mardy Fish, Andreas Seppi, Óscar Hernández, Karol Beck, Olivier Rochus (en 2009), Horacio Zeballos, Pablo Cuevas, Fabio Fognini (en 2010), Juan Mónaco, Victor Hanescu, Diego Junqueira, Leonardo Mayer (en 2011), Filippo Volandri (en 2012), Jerzy Janowicz (14°) (en 2013), Dušan Lajović, Albert Ramos Viñolas, Pablo Carreño Busta, Lukáš Rosol, Víctor Estrella Burgos (2014), Diego Schwartzman, Guido Pella (2016), Daniel Muñoz de la Nava, Jérémy Chardy, Jared Donaldson (2017). A varios de estos jugadores les ha ganado más de una vez.

## Carrera

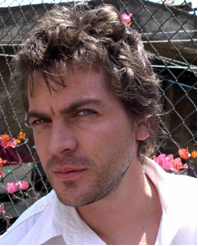
Máximo González

González es profesional desde el año 2002. Su entrenador es Leonardo Olguín.
Su mejor posición en la clasificación de la ATP en categoría individual es el puesto 58 alcanzado el 6 de julio de 2009. En dobles, su mejor posición es la 28,obtenida el 23 de febrero de 2019. Tras obtener el ATP 500 de Río de Janeiro junto a Nicolás Jarry, siendo este hasta el momento el título más importante de su carrera. 
En 2008 logra su primer título de la categoría ATP World Tour, junto a su compatriota Juan Mónaco como pareja se hacen con el Torneo de Valencia derrotando en la final a la pareja formada por Travis Parrott y Filip Polášek.
Alcanzó las semifinales del Torneo de Umag (Croacia) tras derrotar al local Ivo Karlović en segunda ronda y a Roko Karanusić en cuartos de final, antes de perder con el ruso Igor Andreev.
Además, en categoría de dobles, alcanzó las semifinales del US Open junto a su compatriota Juan Mónaco.
En 2009 llegó en el Torneo de Bucarest a los cuartos de final perdiendo contra el alemán Simon Greul por un doble 6-2. 
Hasta el momento ha ganado 38 títulos en toda su carrera. 6 de ellos corresponden a la categoría ATP World Tour en modalidad de dobles. Los demás son de la categoría ATP Challenger Series repartidos en 14 de individuales y 18 de dobles.

## Títulos ATP (19; 0+19)

### Dobles (19)
| Leyenda                         |
| Grand Slam (0)                  |
| ATP Wourld Tour Finals (0)      |
| ATP Masters 1000 World Tour (1) |
| ATP World Tour 500 (5)          |
| ATP World Tour 250 (13)         |

| N.º | Fecha                 | Torneo         | Superficie        | Pareja            | Oponentes en la final                  | Resultado              |
| --- | --------------------- | -------------- | ----------------- | ----------------- | -------------------------------------- | ---------------------- |
| 1.  | 20 de abril de 2008   | Valencia       | Tierra batida     | Juan Mónaco       | Travis Parrott Filip Polášek           | 7-5, 7-5               |
| 2.  | 26 de julio de 2015   | Umag           | Tierra batida     | André Sá          | Mariusz Fyrstenberg Santiago González  | 6-4, 3-6, [10-5]       |
| 3.  | 9 de abril de 2016    | Marrakech      | Tierra batida     | Guillermo Durán   | Marin Draganja Aisam-ul-Haq Qureshi    | 6-2, 3-6, [10-6]       |
| 4.  | 4 de marzo de 2018    | São Paulo      | Tierra batida (i) | Federico Delbonis | Wesley Koolhof Artem Sitak             | 6-4, 6-2               |
| 5.  | 17 de febrero de 2019 | Buenos Aires   | Tierra batida     | Horacio Zeballos  | Diego Schwartzman Dominic Thiem        | 6-1, 6-1               |
| 6.  | 23 de febrero de 2019 | Río de Janeiro | Tierra batida     | Nicolás Jarry     | Thomaz Bellucci Rogério Dutra da Silva | 6-7(3), 6-3, [10-7]    |
| 7.  | 2 de marzo de 2019    | São Paulo      | Tierra batida (i) | Federico Delbonis | Luke Bambridge Jonny O'Mara            | 6-4, 6-3               |
| 8.  | 18 de enero de 2020   | Adelaida       | Dura              | Fabrice Martin    | Ivan Dodig Filip Polášek               | 7-6(12), 6-3           |
| 9.  | 14 de marzo de 2021   | Santiago       | Tierra batida     | Simone Bolelli    | Federico Delbonis Jaume Munar          | 7-6(4), 6-4            |
| 10. | 29 de mayo de 2021    | Parma          | Tierra batida     | Simone Bolelli    | Oliver Marach Aisam-ul-Haq Qureshi     | 6-3, 6-3               |
| 11. | 26 de junio de 2021   | Mallorca       | Hierba            | Simone Bolelli    | Novak Djokovic Carlos Gómez Herrera    | w/o                    |
| 12. | 16 de octubre de 2022 | Gijón          | Dura (i)          | Andrés Molteni    | Nathaniel Lammons Jackson Withrow      | 6-7(6), 7-6(4), [10-5] |
| 13. | 12 de febrero de 2023 | Córdoba        | Tierra batida     | Andrés Molteni    | Sadio Doumbia Fabien Reboul            | 6-4, 6-4               |
| 14. | 25 de febrero de 2023 | Río de Janeiro | Tierra batida     | Andrés Molteni    | Juan Sebastián Cabal Marcelo Melo      | 6-1, 7-6(3)            |
| 15. | 23 de abril de 2023   | Barcelona      | Tierra batida     | Andrés Molteni    | Wesley Koolhof Neal Skupski            | 6-3, 6-7(8), [10-4]    |
| 16. | 6 de agosto de 2023   | Washington     | Dura              | Andrés Molteni    | Mackenzie McDonald Ben Shelton         | 6-7(4), 6-2, [10-6]    |
| 17. | 20 de agosto de 2023  | Cincinnati     | Dura              | Andrés Molteni    | Jamie Murray Michael Venus             | 3-6, 6-1, [11-9]       |
| 18. | 11 de febrero de 2024 | Córdoba        | Tierra batida     | Andrés Molteni    | Sadio Doumbia Fabien Reboul            | 6-4, 6-1               |
| 19. | 21 de abril de 2024   | Barcelona      | Tierra batida     | Andrés Molteni    | Hugo Nys Jan Zieliński                 | 4-6, 6-4, [11-9]       |

#### Finalista (8)
| N.º | Fecha                 | Torneo       | Superficie    | Pareja           | Oponentes en la final                 | Resultado           |
| --- | --------------------- | ------------ | ------------- | ---------------- | ------------------------------------- | ------------------- |
| 1.  | 3 de febrero de 2008  | Viña del Mar | Tierra batida | Juan Mónaco      | José Acasuso Sebastián Prieto         | 1-6, 0-3, ret.      |
| 2.  | 10 de febrero de 2019 | Córdoba      | Tierra batida | Horacio Zeballos | Roman Jebavý Andrés Molteni           | 4-6, 6-7(4)         |
| 3.  | 28 de junio de 2019   | Eastbourne   | Hierba        | Horacio Zeballos | Juan Sebastián Cabal Robert Farah     | 6-3, 6-7(4), [6-10] |
| 4.  | 22 de mayo de 2021    | Ginebra      | Tierra batida | Simone Bolelli   | John Peers Michael Venus              | 2-6, 5-7            |
| 5.  | 1 de mayo de 2022     | Estoril      | Tierra batida | André Göransson  | Nuno Borges Francisco Cabral          | 2-6, 3-6            |
| 6.  | 21 de mayo de 2022    | Lyon         | Tierra batida | Marcelo Melo     | Ivan Dodig Austin Krajicek            | 3-6, 4-6            |
| 7.  | 13 de octubre de 2024 | Shanghái     | Dura          | Andrés Molteni   | Wesley Koolhof Nikola Mektić          | 4-6, 4-6            |
| 8.  | 1 de marzo de 2025    | Santiago     | Tierra batida | Andrés Molteni   | Nicolás Barrientos Rithvik Bollipalli | 3-6, 2-6            |

## Títulos Challenger (46; 17+29)

### Individuales
| N.º | Fecha      | Torneo                      | Superficie | Rival en la final      | Resultado     |
| --- | ---------- | --------------------------- | ---------- | ---------------------- | ------------- |
| 1.  | 11.08.2007 | Challenger de Vigo          | Tierra     | Marc López             | 6-2, 6-4      |
| 2.  | 19.08.2007 | Challenger de Cordenons     | Tierra     | Mariano Puerta         | 2-6, 7-5, 7-5 |
| 3.  | 02.09.2007 | Challenger de Como          | Tierra     | Christophe Rochus      | 7-65, 6-4     |
| 4.  | 09.09.2007 | Challenger de Brașov        | Tierra     | Olivier Patience       | 6-4, 6-3      |
| 5.  | 13.07.2008 | Challenger de San Benedetto | Tierra     | Diego Junqueira        | 6-4, 7-65     |
| 6.  | 25.01.2009 | Challenger de Iquique       | Tierra     | Guillermo Hormazábal   | 6-4, 6-4      |
| 7.  | 15.03.2009 | Challenger de Santiago (1)  | Tierra     | Mariano Zabaleta       | 6-4, 6-3      |
| 8.  | 02.10.2010 | Challenger de Montevideo    | Tierra     | Pablo Cuevas           | 1-6, 6-3, 6-4 |
| 9.  | 10.10.2010 | Challenger de Buenos Aires  | Tierra     | Pablo Cuevas           | 6-4, 6-3      |
| 10. | 13.03.2011 | Challenger de Santiago (2)  | Tierra     | Éric Prodon            | 7-5, 0-6, 6-2 |
| 11. | 25.09.2011 | Challenger de Campinas      | Tierra     | Caio Zampieri          | 6-3, 6-2      |
| 12. | 27.04.2014 | Challenger de Santos        | Tierra     | Gastão Elias           | 7-5, 6-3      |
| 13. | 15.06.2014 | Challenger de Blois         | Tierra     | Gastão Elias           | 6-2, 6-3      |
| 14. | 29.06.2014 | Challenger de Padua         | Tierra     | Albert Ramos           | 6-3, 6-4      |
| 15. | 07.06.2015 | Challenger de Mestre        | Tierra     | Jozef Kovalik          | 6-1, 6-3      |
| 16. | 12.10.2015 | Challenger de Corrientes    | Tierra     | Diego Schwartzman      | 3-6, 7-5, 6-4 |
| 17. | 22.10.2016 | Challenger de Santiago      | Tierra     | Rogerio Dutra Da Silva | 6-2, 7-65     |

#### Dobles
| N.º | Fecha      | Torneo                         | Superficie    | Pareja                   | Rival en la final                         | Resultado         |
| --- | ---------- | ------------------------------ | ------------- | ------------------------ | ----------------------------------------- | ----------------- |
| 1.  | 20.11.2005 | Challenger de Aracaju (1)      | Tierra        | Sergio Roitman           | Carlos Berlocq Martín Vassallo Argüello   | 6-4, 6-77, 6-3    |
| 2.  | 29.01.2006 | Challenger de Santiago (1)     | Tierra        | Sergio Roitman           | Jorge Aguilar Felipe Parada               | 6-4, 6-3          |
| 3.  | 16.04.2006 | Challenger de Florianópolis    | Tierra        | Sergio Roitman           | Thiago Alves Júlio Silva                  | 6-2, 3-6, [10-5]  |
| 4.  | 13.08.2006 | Challenger de San Marino       | Tierra        | Sergio Roitman           | Jérôme Haehnel Julien Jeanpierre          | 6-3, 6-4          |
| 5.  | 29.10.2006 | Challenger de Montevideo       | Tierra        | Sergio Roitman           | Guillermo Cañas Martín García             | 6-3, 7-65         |
| 6.  | 04.11.2006 | Challenger de Aracaju (2)      | Tierra        | Sergio Roitman           | Tomas Behrend Marcel Granollers           | 7-66, 3-6, [10-6] |
| 7.  | 02.09.2007 | Challenger de Como             | Tierra        | Simone Vagnozzi          | Flavio Cipolla Marco Pedrini              | 7-65, 6-4         |
| 8.  | 26.10.2008 | Challenger de Buenos Aires (1) | Tierra        | Sebastián Prieto         | Thomaz Bellucci Rubén Ramírez             | 7-5, 6-3          |
| 9.  | 12.07.2009 | Challenger de Scheveningen     | Tierra        | Lucas Arnold Ker         | Thomas Schoorel Nick Van Der Meer         | 7-5, 6-2          |
| 10. | 13.03.2011 | Challenger de Santiago (2)     | Tierra        | Horacio Zeballos         | Guillermo Rivera Cristóbal Saavedra       | 6-3, 6-4          |
| 11. | 21.09.2013 | Challenger de Campinas         | Tierra        | Guido Andreozzi          | Thiago Alves Thiago Monteiro              | 6-4, 6-4          |
| 12. | 28.09.2013 | Challenger de Porto Alegre     | Tierra        | Guillermo Durán          | Víctor Estrella João Souza                | 3-6, 6-1, [10-5]  |
| 13. | 12.10.2013 | Challenger de San Juan         | Tierra        | Guillermo Durán          | Martín Alund Facundo Bagnis               | 6-3, 6-0          |
| 14. | 27.10.2013 | Challenger de Buenos Aires (2) | Tierra        | Diego Schwartzman        | Rogério Dutra da Silva André Ghem         | 6-3, 7-5          |
| 15. | 12.04.2014 | Challenger de Itajaí           | Tierra        | Eduardo Schwank          | André Sá João Souza                       | 6-2, 6-3          |
| 16. | 26.04.2014 | Challenger de Santos           | Tierra        | Andrés Molteni           | Guillermo Durán Renzo Olivo               | 7-5, 6-4          |
| 17. | 21.06.2014 | Challenger de Milán            | Tierra        | Guillermo Durán          | James Cerretani Frank Moser               | 6-3, 6-3          |
| 18. | 05.07.2014 | Challenger de Todi             | Tierra        | Guillermo Durán          | Riccardo Ghedin Claudio Grassi            | 6-1, 3-6, [10-7]  |
| 19. | 15.11.2014 | Challenger de Guayaquil        | Tierra        | Guido Pella              | Pere Riba Jordi Samper                    | 2-6, 7-63, [10-5] |
| 20. | 25.04.2015 | Challenger de Santos (2)       | Tierra        | Roberto Maytin           | Andrés Molteni Guido Pella                | 6-4, 7-64         |
| 21. | 05.07.2015 | Challenger de Todi             | Tierra        | Flavio Cipolla           | Andreas Beck Peter Gojowczyk              | 6-4, 6-1          |
| 22. | 19.10.2015 | Challenger de Santiago (3)     | Tierra batida | Guillermo Durán          | Andrej Martin Hans Podlipnik-Castillo     | 7-62, 7-5         |
| 23. | 10.01.2016 | Challenger de Mendoza          | Tierra batida | José Hernández Fernández | Horacio Zeballos Julio Peralta            | 4-6, 6-3, [10-1]  |
| 24. | 17.01.2016 | Challenger de Buenos Aires (3) | Tierra batida | Facundo Bagnis           | Sergio Galdós Christian Lindell           | 6-1, 6-2          |
| 25. | 25.09.2016 | Challenger de Santos (3)       | Tierra batida | Sergio Galdós            | Rogério Dutra da Silva Fabricio Neis      | 6-3, 5-7, [14-12] |
| 26. | 19.03.2017 | Challenger de Buenos Aires (4) | Dura          | Andrés Molteni           | Guido Andreozzi Guillermo Durán           | 6-1, 6-76, [10-5] |
| 27. | 08.07.2017 | Challenger de Marburgo         | Tierra batida | Fabricio Neis            | Rameez Junaid Ruan Roelofse               | 6-3, 7-63         |
| 28. | 07.10.2017 | Challenger de Campinas(2)      | Tierra batida | Fabricio Neis            | Gastão Elias José Pereira                 | 6-1, 6-1          |
| 29. | 25.11.2017 | Challenger de Río de Janeiro   | Tierra batida | Fabricio Neis            | Marcelo Arévalo Miguel Ángel Reyes-Varela | 5-7, 6-4, [10-4]  |

## Clasificación histórica
| Torneos de Grand Slam  |     |     |     |     |     |     |     |     |        |      |         |
| Abierto de Australia   | A   | Q1  | A   | A   | A   | A   | A   | A   | 0 / 0  | 0–0  | 00.00 % |
| Roland Garros          | Q2  | 2R  | 3R  | A   | 1R  | Q1  | A   | Q1  | 0 / 3  | 3–3  | 50.00 % |
| Wimbledon              | A   | A   | 1R  | 1R  | 1R  | Q1  | A   | Q2  | 0 / 3  | 0–3  | 00.00 % |
| Abierto de los EE. UU. | A   | 1R  | 2R  | 1R  | 1R  | Q1  | 2R  |     | 0 / 5  | 2–5  | 28.57 % |
| Ganado-Perdido         | 0–0 | 1–2 | 3–3 | 0–2 | 0–3 | 0–0 | 1–1 | 0–0 | 0 / 11 | 5–11 | 31.25 % |